# Neidenfels (Schiff, 1923)
Die 1923 in den Dienst gekommene zweite Neidenfels der Deutschen Dampfschiffahrtsgesellschaft Hansa (DDG „Hansa“) gehörte zu einer Serie von drei Frachtschiffen, die von der Reederei für den Dienst zum Persischen Golf gekauft wurden. Die drei Schiffe waren von der Deutschen Levante-Linie bei der Lübecker Flender-Werft bestellt worden. Die DDG „Hansa“ hatte die Aufträge dann übernommen.
1935 wurden die drei Schiffe dann die Sowjetunion verkauft. wo sie im Fernen Osten zum Einsatz kamen. Die in Bolshoi Shantar umbenannte Neidenfels ging am 13. Februar 1943 auf einer Fahrt von Wladiwostok in die USA verloren, als sie bei der Beringinsel strandete und zum Totalverlust erklärt wurde.

Die beiden Schwesterschiffe wurden 1960 aus dem Lloyd’s Register gestrichen, da zu ihnen keine aktuellen Informationen mehr vorlagen.

## Geschichte des Schiffes
Die Neidenfels der DDG „Hansa“ erhielt den Namen des 1896 in den Dienst der Reederei gekommenen Typschiffes der 8000 tdw-Frachtschiffe der Reederei.

Die erste bei Wigham, Richardson & Co gebaute Neidenfels von 5384 BRT, war bis 1919 im Dienst der Reederei. 1914 im spanischen Vigo aufgelegt wurde sie 1919 von Spanien an Frankreich ausgeliefert. Seit 1925 als Enrichetta unter italienischer Flagge wurde sie 1932 abgebrochen.

Namensgeber der Schiffe war die Burg Neidenfels in Pfalz.
Die zweite Neidenfels gehörte zu einer Reihe von Schiffen, die auf der Flender-Werft in Lübeck für den Levante-Dienst deutscher Reedereien gebaut wurde.

Die Aufträge der verschiedenen Reedereien wurde meist von der Rhederei-Treuhand-Gesellschaft übernommen. Diese Gesellschaft, später Bank, war von den Reedereien gegründet worden, um mit dem Deutschen Reich die Entschädigungen für die Kriegs- und Kapitulationsverluste auszuhandeln und dann die gewährten Subventionen angemessen zu verteilen. Da etliche Reedereien mehr Schiffe geordert hatten, als sie tatsächlich bezahlen konnten, musste die Reederei-Treuhand-Bank diese Aufträge stornieren oder an andere Reedereien übertragen. So kamen die von der Deutschen Levante-Linie bestellten Olympia, Therapia und Thessalia mit den Baunummern 39, 42/43 an die DDG „Hansa“ und liefen als Hohenfels, Neidenfels und Tannenfels vom Stapel. Gleichartige Schiffe wurden an die Hapag und die Continentale Reederei ausgeliefert.
Die Neidenfels lief am 16. Mai 1923 als zweiter Bau für die DDG „Hansa“ vom Stapel und wurde am 27. Juli 1923 abgeliefert. Das mit 3018 BRT vermessene Schiff hatte, wie die Schwesterschiffe, eine Länge von 107,32 m über alles, eine Breite von 14,69 m und einen Tiefgang von 6,71 m. Die von der Seebeck-Werft gelieferte Drei-Zylinder-Dreifach-Expansionsmaschine von 1550 PS ermöglichte dem Schiff eine Geschwindigkeit von 10,2 Knoten (kn). Der Neubau hatte eine Tragfähigkeit von 5588 tdw und wurde mit einer gemischten Besatzung von 51 Mann betrieben.

### Einsatzgeschichte
Die drei bei Flender gebauten Schiffe kamen 1923 in den Dienst der Bremer Reederei und wurde ab Februar 1924 auf der neu eröffneten Linie zum Persischen Golf eingesetzt, wo die Häfen von Bushir und Basra regelmäßig angelaufen wurden; weitere Häfen kamen bei Bedarf hinzu. Allerdings waren die Schiffe wesentlich kleiner als die anderen Schiffe der DDG „Hansa“ im Dienst zum Mittleren Osten.
Die Reederei verkaufte daher alle drei Schiffe im Juni 1935 an die Sowjetunion, die sich seit 1932 bemühte, durch Ankäufe neuerer Schiffe in westlichen Ländern ihre Handelsflotte zu modernisieren.

### Unter sowjetischer Flagge
Die drei Schiffe vom Typ Hohenfels wurden dann der Handelsflotte der Sowjetunion zugeteilt und nach Petropawlowsk-Kamtschatski als Heimathafen verlegt.
Die Neidenfels wurde in Bolshoi Shantar nach einer Insel im Ochotskischen Meer umbenannt und diente mit ihren Schwestern an der sowjetischen Pazifikküste. Als durch den deutschen Angriff 1941 die Sowjetunion Kriegspartei auf Seiten der Alliierten wurde, wurde sie auch Nutznießer der amerikanischen Pacht- und Leih-Gesetze und die Schiffe liefen auch die USA an.
Am 13. Februar 1943 strandete die Bolshoi Shantar auf einer Reise von Wladiwostok in die USA bei schwerem Wetter auf der Beringinsel; das Wrack wurde zum Totalschaden erklärt.
Die beiden Schwesterschiffe überlebten den Krieg. Als zu den Schiffen keine Informationen bekannt wurden, strich man die Chaviacha und Sima 1960 aus den Registern.

### Die Schiffe derHohenfels-Klasse
| Name           | Bauwerft          | BRT tdw   | Stapellauf in Dienst  | weiteres Schicksal |
| Hohenfels (2)  | Flender BauNr. 39 | 3021 5588 | 25.03.1923 5.06.1923  | geplant als Olympia der DLL, eröffnet am 20. Februar 1924 den Dienst zum Persischen Golf, im Juni 1935 verkauft an die Sowjetunion: Chaviacha, 1960 gestrichen |
| Neidenfels (2) | Flender BauNr. 42 | 3048 5588 | 16.05.1923 27.07.1923 | geplant als Therapia der DLL, Dienst zum Persischen Golf, im Juni 1935 verkauft an die Sowjetunion: Bolshoy Shantar, 13. Februar 1943 gestrandet |
| Tannenfels (2) | Flender BauNr. 43 | 3048 5588 | 6.07.1923 20.09.1923  | geplant als Thessalia der DLL, Dienst zum Persischen Golf, im Juni 1935 verkauft an die Sowjetunion: Sima, 1960 gestrichen |
| ähnliche       | Bauten            |           |                       | bei anderen Reedereien |
| Georgia        | Flender BauNr. 36 | 2967 5580 | 17.06.1922 29.08.1922 | Hapag, Levante-Dienst, dann Südamerika-Dienst, Januar 1935 an Hamburg Süd (Charter, 30. Juni 1936 Verkauf): 1937 João Pessŏa, 1939 in Vigo, Dezember 1940 Verlegung nach Bordeaux, 26. März bis 1. August 1941 erfolgreiche Fahrt als Natal nach Brasilien und zurück, 8. Juni 1942 beim Versuch einer erneuten Fahrt nach Brasilien vor San Sebastian auf eine Untiefe gelaufen und gesunken; |
| Livadia        | Flender BauNr. 37 | 3083 5360 | 2.11.1922 23.02.1923  | Hapag, Levante-Dienst, aber auch andere Linien, Zunehmend Afrika-Dienst, Februar 1935 an DOAL (Charter, 30. Juni 1936 Verkauf), 1939 in Vigo, 16. November bis 10. Dezember 1939 Blockadedurchbruch nach Hamburg, 4. Oktober 1943 von britischer Küstenartillerie vor Boulogne versenkt, fünf Tote;                                                                                            |
| Kyphissia      | Flender BauNr. 38 | 2964 5568 | 14.02.1923 04.1923    | Hapag, Levante-Dienst, März 1943 Transporter an norwegischer Küste, 17. Mai 1943 vor Den Helder durch britische Torpedobomber versenkt; |
| Freifeld       | Flender BauNr. 40 | 2875 5442 | 17.06.1922 29.08.1922 | Continentale Reederei AG, 1926 Hapag: Mexiko, Mittelamerika-Dienst, 1928 Stinnes, 1931: Orissa, 1931 Hapag: Thessalia, 1935 an Deutsche Levante-Linie, 11. November 1942 nach Bombentreffern vor Bengasi gesunken; |
| Gutfeld        | Flender BauNr. 41 | 2875 5414 | 17.06.1922 29.08.1922 | Continentale, 1926 Hapag: Cuba, Mittelamerika-Dienst, Stinnes,Olinda Hapag Macedonia, 1935 an Deutsche Levante-Linie, 13. Dezember 1942 vor Sousa durch HMS Umbra torpediert, auf Strand gesetzt; |